# Herennios Philon
Herennios Philon (Philon von Byblos, altgriechisch Φίλων Phílōn, latinisiert Herennius Philo) war ein phönikischer Gelehrter, Grammatiker und Geschichtsschreiber. Er lebte im späten 1. und im 2. Jahrhundert.

## Leben
Über das Leben Philons ist wenig bekannt. Die Hauptquelle ist der Eintrag über ihn in der Suda, einer byzantinischen Enzyklopädie des 10. Jahrhunderts. Dieser Eintrag enthält unstimmige Angaben zur Chronologie, deren Deutung in der Forschung umstritten ist. Der Suda zufolge wurde er etwa zur Zeit des Kaisers Nero (54–68) geboren und erreichte ein hohes Alter. Nach Philons eigenen Angaben, auf die sich der Autor des Suda-Eintrags beruft, war er 78 Jahre alt, als Herennius Severus Konsul war, in der 220. Olympiade nach der griechischen Zeitrechnung (Jahre 101–104). Die tatsächliche Zeit von Herennius Severus’ Konsulat ist jedoch unbekannt. Wenn Philon sein achtundsiebzigstes Lebensjahr im genannten Zeitraum erreichte, müsste er lange vor Neros Regierungsantritt geboren sein. Da er über den Kaiser Hadrian schrieb, muss er dessen Regierungszeit (117–138) noch erlebt haben. Vermutlich fällt seine Geburt in die Zeit um 70; sein Tod dürfte nach demjenigen Hadrians (138) anzusetzen sein.
Sein römischer Name orientiert sich an dem seines Gönners Herennius Severus und weist vielleicht auf unfreie Herkunft und Freilassung.

## Werke
Von Herennios' reicher literarischer Produktion sind nur geringe Reste vorhanden. Zu seinen Werken, die alle in griechischer Sprache abgefasst waren, gehörten:
- eine „Phönizische Geschichte“ (Phoinikikḗ historía) in neun Büchern, die in der Suda nicht erwähnt wird. Erhalten sind längere Fragmente, die der Kirchenschriftsteller Eusebios von Caesarea in seiner Praeparatio evangelica überliefert. Philon beruft sich auf die Autorität eines mysteriösen phönizischen Gelehrten namens Sanchuniathon, der vor der Zeit des Trojanischen Krieges gelebt habe. Er behauptet, in seiner „Phönizischen Geschichte“ die Geschichtsdarstellung des Sanchuniathon aus dem Phönizischen ins Griechische übersetzt zu haben. Aus solchen phönizischen Quellen habe Hesiod geschöpft, ohne sie richtig zu verstehen, und vieles in der griechischen Mythologie sei phönizischen Ursprungs und von den Griechen, die es übernahmen, missverstanden worden. Die ältesten Völker (die Phönizier und Ägypter) hätten nicht Götter verehrt, sondern menschliche Wohltäter. Damit erweist sich Philon als Vertreter einer euhemeristischen Deutung der Religionsentstehung, welche besagt, der Götterkult sei aus der Verehrung bedeutender und daher vergöttlichter Menschen entstanden. Der Christ Eusebios zitierte Philon, da er dessen Erklärung des Ursprungs der traditionellen polytheistischen Religion für seine Polemik gegen das „Heidentum“ nutzen konnte. Philons Werk ist als Quelle für die phönizische Mythologie und Religion von hohem Wert. Unklar ist, wie alt und wie glaubwürdig seine geschichtlichen Informationen sind, woher er sie bezog und wie seine Angaben über die angebliche Quelle Sanchuniathon einzuschätzen sind.
- ein Buch „Über die Herrschaft Hadrians“, von dem außer dem in der Suda überlieferten Titel nichts bekannt ist
- „Über Städte und ihre berühmten Bürger“ in 30 Büchern, eine nach geographischen Gesichtspunkten angelegte, wahrscheinlich alphabetisch geordnete Kulturgeschichte, in der er alles ihm erreichbare geographische, historische und biographische Material zusammenfasste.

## Textausgaben und Kommentare
- Jan Radicke (Hrsg.): Felix Jacoby 'Die Fragmente der griechischen Historiker' continued, Teil IV A: Biography, Fasc. 7: Imperial and undated authors, Brill, Leiden 1999, S. 36–61 (Nr. 1060). ISBN 90-04-11304-5 [mit Kommentar]
- Albert I. Baumgarten: The Phoenician History of Philo of Byblos. A Commentary. Brill, Leiden 1981, ISBN 90-04-06369-2 (enthält S. 8–30 eine kritische Edition der Philon-Fragmente und der Quellenzeugnisse nach Jacoby)